# Saint-Germain-la-Chambotte
Saint-Germain-la-Chambotte är en kommun i departementet Savoie i regionen Auvergne-Rhône-Alpes i sydöstra Frankrike. Kommunen ligger i kantonen Albens som tillhör arrondissementet Chambéry. År 2018 hade Saint-Germain-la-Chambotte 505 invånare.

## Befolkningsutveckling
Antalet invånare i kommunen Saint-Germain-la-Chambotte
| Referens: INSEE |